# USS Fort McHenry (LSD-43)
USS Fort McHenry (LSD-43) — десантный корабль типа «Уидби Айленд» ВМС США. Был назван в честь форта МакГенри в Балтиморе, штат Мэриленд, оборона которого в 1814 году вдохновила на написание гимна США .
Заложен 10 июня 1983 на Lockheed Shipbuilding and Construction Company в Сиэтле, штат Вашингтон. Спущен 1 февраля 1986 года (крестная корабля — Хелен Д. Бентли), и введён в эксплуатацию 8 августа 1987 года в Сиэтле, командир Джордж С. «Дасти» Родес.

## Характеристики
Экипаж 22 офицера и 391 матрос.
Может перевозить до 402 десантников.
Вмещает в доке 5 десантных лодок LCAC или 21 лодку типа LCM-6s
Может иметь на борту до 3-х вертолётов.

## История

### 2010
13 января 2010 года Fort McHenry было приказано содействовать усилиям по оказанию помощи после землетрясения на Гаити.

### 2015
В январе 2015 года Fort McHenry и эсминец ВМС США Иводзима были расположены у побережья Йемена в режиме ожидания, чтобы эвакуировать персонал посольства США в случае необходимости вследствие падения йеменского правительства .

### 2016
В середине февраля Fort McHenry принял участие в больших десантных учениях, Холодный ответ. Вместе с нидерландскими десантно-вертолётными кораблями «Йохан де Витт» (L801) и «Роттердам» (L800) они образовали базу, с которой морские пехотинцы проводили свои атаки.

### 2019
В январе 2019 года вошёл в Чёрное море для наблюдения за Керченским проливом. 19 января его сменил эсминец «Дональд Кук». Слежение за кораблём осуществлял сторожевой корабль КЧФ ВМФ России «Пытливый».